# Dacus viator
Dacus viator är en tvåvingeart som beskrevs av Munro 1939. Dacus viator ingår i släktet Dacus och familjen borrflugor. Inga underarter finns listade i Catalogue of Life.